# Kerschenberg (Gemeinde Reinsberg)
Kerschenberg ist eine Ortschaft und eine Katastralgemeinde der Gemeinde Reinsberg im Bezirk Scheibbs in Niederösterreich.

## Siedlungsentwicklung
Zum Jahreswechsel 1979/1980 befanden sich in der Katastralgemeinde Kerschenberg insgesamt 48 Bauflächen mit 18.912 m² und 11 Gärten auf 44.286 m², 1989/1990 gab es 49 Bauflächen. 1999/2000 war die Zahl der Bauflächen auf 71 angewachsen und 2009/2010 bestanden 60 Gebäude auf 122 Bauflächen.

## Geschichte
Laut Adressbuch von Österreich waren im Jahr 1938 in Kerschenberg mehrere Landwirte ansässig.

## Bodennutzung
Die Katastralgemeinde ist landwirtschaftlich geprägt. 346 Hektar wurden zum Jahreswechsel 1979/1980 landwirtschaftlich genutzt und 255 Hektar waren forstwirtschaftlich geführte Waldflächen. 1999/2000 wurde auf 327 Hektar Landwirtschaft betrieben und 277 Hektar waren als forstwirtschaftlich genutzte Flächen ausgewiesen. Ende 2018 waren 318 Hektar als landwirtschaftliche Flächen genutzt und Forstwirtschaft wurde auf 274 Hektar betrieben. Die durchschnittliche Bodenklimazahl von Kerschenberg beträgt 23,2 (Stand 2010).